# Robin Pors
Robin Pors (Vlaardingen, 1 januari 1978) is een Nederlandse zanger, die bekend werd van de popgroep Vengaboys.

## Loopbaan
Pors maakte vanaf 1997 deel uit van Vengaboys. Na het succes met hits als "We like to party!", "Boom, Boom, Boom, Boom!!" en "We're going to Ibiza!" verliet Pors de groep om zich te richten op een solocarrière.
Pors bracht in 2002 de single 'I'll Be Right There' uit uit en speelde een rolletje in de Nederlandse soapserie Goudkust. Pors verscheen ook in de Amerikaanse speelfilm Deuce Bigalow in 2005 en als Peter Wessels in de educatieve programma's voor Nickelodeon. Daarnaast nam hij een single op met Lee Towers, Esther Hart en Roméo voor het Sophia Kinderziekenhuis en presenteerde de Michael Jackson memorial Nederland in 2009.
In 2009 keerde Pors weer terug naar Vengaboys. Naast zijn eigen werkzaamheden is Pors ook manager voor andere artiesten waaronder Nathaly Lee, Emmaly Brown en Paul Turner. Pors produceerde en schreef het nummer 'Double Trouble' voor Emmaly Brown. Op 17, 18 en 19 mei 2013 was Pors, met Vengaboys, te gast bij De Toppers in de Amsterdam ArenA. Naast het presenteren van de 'MTV UK Take-over Top 20' is Pors een van de juryleden van het RTL 4-programma All Together Now met o.a Chantal Janzen en Gerard Joling. In 2022 deed Pors mee aan het televisieprogramma De Alleskunner VIP, waar hij als 17de eindigde.